# Marta Gil
Marta Gil (Lisboa, 4 de agosto de 1985) é uma atriz e apresentadora portuguesa.

## Carreira
Marta Gil iniciou a sua carreira aos 10 anos ao pisar o palco do Politeama com o musical Jasmim ou o Sonho do Cinema.
Passou pelo cinema no filme A Falha dirigido por João Mário Grilo.
Participou na primeira série de Morangos com Açúcar, pela personagem "Flor" mas é com o protagonismo na série "O Diário de Sofia", onde Marta desempenhava o papel principal, a Sofia, que ganha maior visibilidade junto do grande público. 
Esta visibilidade aumenta junto do público mais novo a partir do momento em que vira apresentadora no Canal Panda. Para este canal, a atriz desempenhou o papel de apresentadora no Festival Panda em Portugal e também em Angola.
Em 2011, faz parte do elenco de "Um Complexo chamado Édipo", uma peça dirigida ao público juvenil que ao longo de 2011 percorreu vários auditórios.
A atriz também dá a voz em filmes e vídeos animados.

## Educação
Marta Gil concluiu com sucesso a licenciatura em Direito pela Universidade Lusíada e participou em cursos profissionais tanto em Portugal, como o workshop de interpretação para televisão, na PLURAL, tanto fora do país, como o Curso intensivo de verão English Communication Skills through Drama, na London Academy of Music and Dramatic Art.

## Prémios
Melhor Atriz em Thriller nos International Film Awards Actress Universe 2022.

## Televisão
| Ano         | Projeto                               | Papel           | Notas                                                                     | Canal |
| ----------- | ------------------------------------- | --------------- | ------------------------------------------------------------------------- | ----- |
| 1996        | Todos ao Palco                        | Vários Papéis   | Participação Especial                                                     | RTP1  |
| 2004        | O Diário de Sofia                     | Sofia           | Protagonista                                                              | RTP1  |
| 2004        | Morangos com Açúcar (1.ª temporada)   | Flor            | Participação Especial                                                     | TVI   |
| 2008        | Casos da Vida                         | Vera            | Elenco Principal                                                          | TVI   |
| 2010        | Meu Amor                              | Repórter        | Elenco Adicional                                                          | TVI   |
| 2011 - 2012 | Anjo Meu                              | Repórter        | Elenco Adicional                                                          | TVI   |
| 2011        | Redenção                              |                 | Elenco Adicional                                                          | TVI   |
| 2011        | Tik Tak                               | Ela Própria     | Apresentadora                                                             | SIC K |
| 2012        | IK                                    | Ela Própria     | Apresentadora                                                             | SIC K |
| 2012        | O Mundo de Marta                      | Ela Própria     | Apresentadora                                                             | SIC K |
| 2012        | A Mãe do Meu Filho                    | Vizinha         | Elenco Adicional                                                          | TVI   |
| 2012        | Doce Tentação                         | Voz             | Elenco Adicional                                                          | TVI   |
| 2012        | O Par Ideal                           | Telma           | Elenco Principal                                                          | TVI   |
| 2013        | Destinos Cruzados                     | Enfermeira      | Elenco Adicional                                                          | TVI   |
| 2014        | Ah Pois! Ta Bem                       | Vários Papéis   | Elenco Principal                                                          | TVI   |
| 2015        | Jardins Proibidos                     | Cátia           | Elenco Adicional                                                          | TVI   |
| 2015        | Bem-Vindos a Beirais                  | Jornalista      | Elenco Adicional                                                          | RTP1  |
| 2021        | Prisão Domiciliária                   | Marta Duarte    | Elenco Adicional (OPTO)                                                   | SIC   |
| 2021        | Vanda                                 | Celeste         | Elenco Adicional (OPTO)                                                   | SIC   |
| 2021 - 2022 | Festa É Festa                         | Camila Leitão   | Elenco Adicional                                                          | TVI   |
| 2023 - 2024 | Festa É Festa                         | Camila Leitão   | Elenco Adicional                                                          | TVI   |
| 2022        | Big Brother Famosos 2022              | Ela Própria     | Concorrente                                                               | TVI   |
| 2022        | Big Brother Famosos 2022 - 2.ª edição | Ela Própria     | Comentadora                                                               | TVI   |
| 2022        | Big Brother - Desafio Final 1         | Ela Própria     | Comentadora                                                               | TVI   |
| 2022        | Somos Portugal                        | Ela Própria     | Repórter Convidada                                                        | TVI   |
| 2023        | Somos Portugal                        | Ela Própria     | Apresentadora esporádica                                                  | TVI   |
| 2022        | Uma Canção para Ti                    | Ela Própria     | Jurada Convidada                                                          | TVI   |
| 2022        | Big Brother (2022)                    | Ela Própria     | Comentadora                                                               | TVI   |
| 2023        | Em Família                            | Ela Própria     | Apresentadora, ao lado de Maria Cerqueira Gomes, na ausência de Ruben Rua | TVI   |
| 2024        | Em Família                            | Ela Própria     | Comentadora substituta da tertúlia "Ai, não me digas"                     | TVI   |
| 2023 - 2024 | Esta Manhã                            | Ela Própria     | Comentadora                                                               | TVI   |
| 2024 / 2025 | Congela                               | Ela Própria     | Concorrente convidada                                                     | TVI   |
| 2024 / 2025 | Congela                               | Ela Própria     | Concorrente                                                               | TVI   |
| 2025        | Vizinhos Para Sempre                  | Susana          | Elenco Adicional                                                          | TVI   |
| 2025        | Batanetes                             | Sandra Batanete | Elenco Principal                                                          | TVI   |
| 2025        | Big Brother Verão                     | Ela Própria     | Comentadora                                                               | TVI   |